# Baron Astley
Baron Astley (auch Estleigh) war ein erblicher britischer Adelstitel in der Peerage of England.

## Geschichte des Titels
Der Titel wurde am 24. Juni 1295 von König Eduard I. von England als Barony by writ für Andrew de Astley, Gutsherr von Astley und Bentley in Warwickshire, geschaffen, indem dieser per Writ of Summons ins englische Parlament berufen wurde. Seit dem Tod seines Urenkel, des 4. Barons, der keine Söhne hatte, ruhte der Titel.
Nach heutigem Verständnis stand der Titel de iure dessen einziger Tochter Joan zu, die als dessen zweite Gattin Reginald Grey, 3. Baron Grey de Ruthin, heiratete. Deren Sohn, Sir Edward Grey, hatte Elizabeth Ferrers, 6. Baroness Ferrers of Groby  († 1483), geheiratet, und wurde, bevor er 1448 den Anspruch seiner Mutter erbte, 1446 aus dem Recht seiner Gattin als Baron Ferrers of Groby ins Parlament berufen. Dessen Ururenkel, der Henry Grey, 1. Duke of Suffolk, de iure 10. Baron Astley, wurde am 17. Februar 1554 wegen Hochverrats geächtet, womit alle seine Titel von der Krone eingezogen wurden und erloschen. Er wurde sechs Tage später hingerichtet.

## Liste der Barone Astley (1295)
- Andrew de Astley, 1. Baron Astley (vor 1265–1301)
- Nicholas de Astley, 2. Baron Astley (um 1276–1325)
- Thomas Astley, 3. Baron Astley (um 1305–nach 1366)
- William Astley, 4. Baron Astley (vor 1344–nach 1370)
  - Joan Astley, de iure 5. Baroness Astley († 1448)
  - Edward Grey, de iure uxoris 6. Baron Ferrers of Groby, de iure 6. Baron Astley († 1457)
  - John Grey of Groby, de iure 7. Baron Astley († 1461)
  - Thomas Grey, 1. Marquess of Dorset, de iure 8. Baron Astley (1451–1501)
  - Thomas Grey, 2. Marquess of Dorset, de iure 9. Baron Astley (1477–1530)
  - Henry Grey, 1. Duke of Suffolk, de iure 10. Baron Astley (1517–1554) (Titel verwirkt)